# 燃える地の果てに
『燃える地の果てに』（もえるちのはてに）は逢坂剛による小説。1995年から1998年にかけて『別册文藝春秋』に連載されたのち、1998年に文藝春秋から書籍化された。1998年『このミステリーがすごい! '99年版』第2位、同年『週刊文春ミステリーベスト10』第6位。
1966年1月にスペイン南部で起こった“パロマレス米軍機墜落事故”を題材に、冷戦時代を背景にした諜報戦やギターなど作者のスペイン嗜好を盛り込んだ長編ミステリーとなっている。1966年に地中海に面したスペインの僻村で起こった米軍機墜落事故と、30年後にスペインの寡作なギター製作家を訪ねる男女の旅が交互に描かれ、結末でふたつのプロットが収束される野心的な試みがなされている。

## あらすじ
1996年、同じ工房で作られたギターを所有する織部とファラオナは製作家を訪ねるため、スペインの田舎町パロマレスへ向かっていた。この村は30年前アメリカ空軍の爆撃機が空中給油機と接触し墜落事故が起きていた。当時トマト農家で働いていた古城邦秋は事故を目撃し、砂浜に突き刺さった円筒形の物体の近くで脚にやけどを負う。爆撃機に搭載されていた四基の核爆弾のひとつであった。村は治安警備隊によって厳戒態勢が敷かれ、三基の爆弾は地上で発見され回収された。やがて村では落ちた爆弾による放射能漏れと一基の爆弾が行方不明との噂が飛び交い、住民に不安と不審が拡がる。海上で事故を目撃した漁師の証言から、行方不明の一基は海中に沈んだと推測され、米海軍の協力で海中が捜索されることになった。

## 主な登場人物

### 1966年
パロマレス
- 古城邦秋（ホセリート） - ディエゴが製作したギターを求めてパロマレスにやって来たギタリスト
- ディエゴ・エル・ピエント - 村の代用教員を兼ねるギター製作家
- トマス・ロドリゲス - トマト栽培業者
- アルフォンゾ・ゴンザレス - パロマレス村長
- リカルド・ポサダス - 村の雨量計測係
- フランク・バージェス - イギリスから住み着いた画家
- ジョゼフィン・バージェス - フランクの妻
- ブレンダ・オハンロン - バージェス家のメイド

その他
- イシドロ・カンポス - 治安警備隊ベラ司令部隊長
- アルメンドロ - 同治安警備隊伍長
- ロベルト・デル・アモル - UPI通信社バルセロナ特派員

アメリカ軍
- デルマー・ウォルトン - 第十六空軍司令官 少将
- スキップ・ラング - 同空軍大佐 広報担当将校
- アレクス・マルティネス - 同空軍少尉 ウォルトン少将の補佐官
- ノーマン・グレグスン - 海軍第六十五機動部隊司令官

### 1996年
- 織部まさる（サンティ） - 新宿のバー“エル・ピエント”の経営者
- ファラオナ・マクニクル - イギリスのクラシックギター演奏家
- メアリ・ターナー - ファラオナのマネージャー
- ラファエロ・ベラスケス - クエバス・デル・アルマンソラのギター製作家
- ホセ・カスティージョ - パロマレス村長

## 書籍
- 1998年8月 四六上製本 文藝春秋
- 2001年11月（上下巻）下巻解説/木田元 文春文庫
- 2019年12月（上下巻）角川文庫